# Michael Koth
Michael Koth es un político nacional-bolchevique alemán. Durante unos 15 años fue miembro del Partido Socialista Unificado de Berlín Oeste y durante mucho tiempo trabajó como secretario del partido a tiempo completo en la dirección del distrito de Steglitz. Luego fue funcionario de otros grupos comunistas diferentes. Como parte de una estrategia transversal, había sido líder del neonazi "Liga de Combate de los Socialistas Alemanes" (KDS), que se disolvió en 2008.

## Biografía
Michael Koth nació en Steglitz. Como estudiante en una escuela secundaria en Steglitz, entró en contacto con el Partido Socialista Unificado de Berlín Oeste y se convirtió en miembro de la Juventud Alemana Libre de Berlín Occidental (FDJW). Completó su aprendizaje en la Deutsche Reichsbahn , que también operaba el S-Bahn de Berlín Occidental.
Según su propia declaración, fue expulsado del SEW en 1979 debido a la oposición a las políticas de Mijaíl Gorbachov; Sin embargo, ese año no era Gorbachov sino Leonid Brézhnev el líder del PCUS. Koth cambió al KPD/ML y se convirtió en su presidente en Berlín Occidental. Después de que el partido, que mientras tanto se llamaba a sí mismo "KPD", se fusionó con el GIM para formar el VSP, Koth dirigió un grupo escindido en Berlín que nuevamente se llamó a sí mismo KPD/ML y afirmó ser el sucesor del antiguo KPD/ML. Este grupo luego se unió al Partido Comunista de Alemania en febrero de 1994 (KPD-Ost), mediante el cual Koth fue aceptado en su comité central. Según su propio relato, fue "purgado" del KPD en 1996. El motivo de la exclusión del partido fueron las declaraciones neoestalinistas de Koth (el KPD-Ost, sin embargo, se refiere positivamente a Iósif Stalin).
Tras la caída del Muro de Berlín y el punto de inflexión en la RDA, Koth se trasladó a Berlín-Weißensee, donde se puso en contacto con asociaciones del antiguo Ministerio de Seguridad del Estado y algunos exrepresentantes de la RDA. Koth a menudo afirma que fue el último en visitar al exjefe de Estado de la RDA Erich Honecker y su esposa Margot en Beelitz antes de que partieran hacia Moscú y en la prisión preventiva de Moabit hasta que Honecker se fue a Chile.
Koth participó en el "Comité de Solidaridad Erich Honecker" y también participó activamente en el "Comité Nacional de la RDA Libre" (NKFDDR), el "Comité Libertad para Erich Mielke" y en los Amigos de Sporthaus Ziegenhals. Como miembro de la junta directiva de un "comité de construcción del muro", abogó por la reconstrucción del Muro de Berlín.

## "Nacional comunista" con estrechos vínculos con la extrema derecha
A más tardar después de la exclusión del partido, Koth representó abiertamente puntos de vista nacional comunistas o revolucionarios-nacionales y se acercó a la extrema derecha. Fue presidente del Partido Laborista Alemán (PdAD), que existió de 1995 a 1998 y permaneció políticamente insignificante. La Sociedad para el Estudio y la Difusión de la Idea Juche en Alemania (amistad germano-coreana) estaba estrechamente asociada con el partido; ambas organizaciones fueron iniciadas en gran parte por Koth. El grupo estaba orientado hacia el Partido del Trabajo de Corea, cuya política el PdAD consideraba como nacional comunista. Según Michael Koth, el PdAD era una organización "en la que estaban activos ex miembros de la FDJ y el DKP, así como revolucionarios nacionalsocialistas".
El grupo se describió a sí mismo como una "alianza de comunistas nacionales y revolucionarios nacionales" y se vio a sí mismo "en el espíritu de Strasser, Niekisch y Anton Ackermann". Según el politólogo Henrik Steglich, el PdAD era "un pequeño grupo oscuro que principalmente cantaba himnos a  Kim Il Sung y Kim Jong Il ".
Políticamente, el PdAD siguió siendo insignificante. El partido se acercó gradualmente al espectro neonazi, por lo que los partidarios del PdAD a menudo estaban representados en las manifestaciones del Partido Nacionaldemócrata de Alemania (NPD). Koth pudo representar al PdAD en su propio puesto de información durante el congreso electoral federal del NPD el 7 de febrero de 1998 en el Nibelungenhalle de Passau. El 30 de julio de 1998, Koth fue recibido por el embajador Ri San Yu en la embajada de Corea del Norte en Berlín junto con una delegación del ejecutivo del NPD, que incluía a Hans Günter Eisenecker , y la asociación regional del NPD en Sajonia.